# Emilio Ruiz Muñoz
Emilio Ruiz Muñoz (Almería o Bentarique, 1874-Madrid, 4 de septiembre de 1936) fue un sacerdote, periodista y escritor español, de ideología tradicionalista. Colaboró en El Siglo Futuro con el seudónimo de Fabio, y en la revista Acción Española, con el de Javier Reina. Fue asesinado por milicianos republicanos en los inicios de la guerra civil española.

## Biografía
Era hijo de Francisco Ruiz Ramírez, que pertenecía al Comité Republicano Histórico (castelarista) de Bentarique, aunque más adelante se adhirió a la causa integrista de El Siglo Futuro.
Ordenado sacerdote en la ciudad de Málaga, fue doctor en Sagrada Teología y en Derecho Canónico. Estando en Málaga comenzó a colaborar en el diario integrista El Siglo Futuro, tratando temas literarios. En dicha ciudad fundó la revista católica El Pan del Rosario. En 1907, a raíz de la muerte de Ramón Nocedal, entró a formar parte de la redacción de El Siglo Futuro, periódico en el que trabajaría hasta su desaparición, encargándose de la sección sociológica del mismo durante más de 20 años. Firmaba sus artículos de fondo con el seudónimo de Fabio y, en ocasiones, los temas literarios con el de El Caballero de las Calzas Prietas.
Obtuvo por oposición una canonjía en Málaga y desempeñó el cargo de canónigo archivero de la Catedral, pero por expreso deseo del nuncio apostólico, Francesco Ragonesi, le fue concedida una dispensa indefinida de residencia para que continuase escribiendo en El Siglo Futuro a fin de combatir «los errores» del movimiento de catolicismo democrático de Le Sillon. A este fin tradujo la encíclica Notre charge apostolique del papa Pío X.
Al crearse en 1919 el llamado Grupo de la Democracia Cristiana, «Fabio» lo atacó con vehemencia en sus artículos en primera plana de El Siglo Futuro, alegando que las doctrinas del Grupo eran socialistas y atentaban contra el principio de propiedad privada, un derecho natural. Sobre la cuestión social publicaría una colección de artículos reunidos en dos folletos titulados El comunismo y los primeros cristianos (1923) y Polémica sociológica (1926).
En Madrid fue también capellán real. Durante la Segunda República, fue miembro del Consejo de Cultura de la Comunión Tradicionalista presidido por Víctor Pradera y redactor de la revista Acción Española bajo el seudónimo de Javier Reina.
Escribió numerosos editoriales para El Siglo Futuro en los que combatió el anticlericalismo en España y la política de quienes reconocieron la República. Antisemita y afín a tesis inscritas en la conspiración judeomasónica, en 1936 publicó cada sábado una sección en dicho diario titulada «Página crítica sobre sectas». Colaboró asimismo con la biblioteca Las Sectas de Juan Tusquets. No obstante, en sus editoriales en El Siglo Futuro fue muy crítico con el nazismo: en 1934 condenó con contundencia el asesinato del canciller católico de Austria Engelbert Dollfuss, admirado por los tradicionalistas, y durante esos años atacó duramente y con frecuencia las tesis de Alfred Rosenberg y el racismo alemán.
Según Joaquín Arrarás, al estallar la Guerra Civil, a pesar de los requerimientos de su familia, se obstinó en no abandonar su vivienda, una modesta habitación en la calle Vallehermoso. El 3 de septiembre de 1936 milicianos izquierdistas realizaron en ella un minucioso registro y, a pesar de que había hecho desaparecer cuanto pudiera comprometerle, encontraron un folleto que había publicado en defensa del cardenal Segura. De acuerdo con Arrarás, los milicianos dijeron que aquello no tenía importancia y que se lo llevaban solo para justificar que habían hecho el registro. A la mañana siguiente, ocho milicianos irrumpieron en su domicilio, y tras una escena violenta, el jefe habría ordenado: «Este hay que llevarlo donde los casos raros».
Tras ser apresado, fue llevado a la checa del Campesino, situada en el antiguo convento de las Salesas Nuevas, en la calle de San Bernardo de Madrid, donde sería asesinado. En 1941 sus restos mortales fueron trasladados al cementerio de la Almudena. Antes de la Segunda República le fue dedicada una calle en Bentarique, que conserva actualmente.

## Obras
- Los Stos. Mártires Ciriaco y Paula (1916)
- El comunismo y los primeros cristianos (1923)
- Polémica sociológica (1926)
- Estudio crítico de los Protocolos (1932)
- Las dos legitimidades de la potestad civil (1936)